# Zbiory Marczewskiego
Zbiory Marczewskiego, znane także jako zbiory (s)-Marczewskiego lub krótko (s)-zbiory – podzbiory A prostej {\displaystyle \mathbb {R} } mające tę własność, że dla dowolnego zbioru doskonałego {\displaystyle P\subset \mathbb {R} } istnieje taki zbiór doskonały {\displaystyle Q\subset P,} że albo {\displaystyle Q\subset A\cap P} albo {\displaystyle Q\subset P\setminus A.} Pojęcie pochodzi od Edward Marczewski (Szpilrajna), z jego pracy z roku 1935. Marczewski pokazał, że rodzina (s) wszystkich (s)-zbiorów jest σ-ciałem podzbiorów prostej. Motywacją do wprowadzenia tej rodziny była praca Sierpińskiego, w której rozważane były funkcje
{\displaystyle f\colon \mathbb {R} \to \mathbb {R} }
o tej własności, że dla dowolnego zbioru doskonałego {\displaystyle P} istnieje taki zbiór doskonały {\displaystyle Q\subset P,} że obcięcie {\displaystyle f\vert _{Q}} jest funkcją ciągłą. Marczewski pokazał w cytowanej pracy, że takie funkcje pokrywają się z rodziną funkcji mierzalnych względem σ-ciała (s).
Ze zbiorami (s)-Marczewskiego związane są tzw. zbiory (s0)-Marczewskiego. Rodzinę tę definiuje się jako
{\displaystyle (s_{0})=\{A\subset \mathbb {R} :\forall P\in {\mathcal {P}}\exists Q\in {\mathcal {P}}(Q\subset P\setminus A)\},}
gdzie {\displaystyle {\mathcal {P}}} to rodzina wszystkich zbiorów doskonałych na prostej. Rodzina (s0) jest σ-ideał podzbiorów prostej i składa się z ze zbiorów należących do {\displaystyle (s)} dziedzicznie w {\displaystyle (s)} zawartych, tj.
{\displaystyle (s_{0})=\{A\in (s):\forall B\subset A(B\in (s))\}.}

## Uogólnienia
Niech X będzie niepustym zbiorem i niech {\displaystyle {\mathcal {F}}\subset {\mathcal {P}}(X)\setminus \{\varnothing \}.} Definiuje się rodziny {\displaystyle s({\mathcal {F}})} oraz {\displaystyle s_{0}({\mathcal {F}})} w sposób następujący:
{\displaystyle s({\mathcal {F}})=\{A\subset X:\forall P\in {\mathcal {F}}\exists Q\in {\mathcal {F}}(Q\subset A\cap P{\mbox{ lub }}Q\subset A\setminus P)\}}
oraz
{\displaystyle s_{0}({\mathcal {F}})=\{A\subset X:\forall P\in {\mathcal {F}}\exists Q\in {\mathcal {F}}(Q\subset A\setminus P)\}.}
Jeśli {\displaystyle {\mathcal {F}}} to rodzina wszystkich zbiorów doskonałych na prostej, to {\displaystyle s({\mathcal {F}})=(s)} oraz {\displaystyle s_{0}({\mathcal {F}})=(s_{0}),} czyli uzyskane rodziny pokrywają się z klasycznymi zbiorami Marczewskiego. Burstin w 1914 roku pokazał, że jeśli {\displaystyle {\mathcal {F}}} to rodzina wszystkich zbiorów doskonałych o mierze dodatniej na prostej, to {\displaystyle s({\mathcal {F}})} i {\displaystyle s_{0}({\mathcal {F}}),} to odpowiednio {\displaystyle \sigma }-ciało zbiorów mierzalnych w sensie Lebesgue’a i {\displaystyle \sigma }-ideał zbiorów miary zero na prostej. Jeśli {\displaystyle {\mathcal {F}}} będzie rodziną zbiorów otwartych, to dowodzi się, że {\displaystyle s_{0}({\mathcal {F}})} składa się ze zbiorów nigdziegęstych, natomiast {\displaystyle s({\mathcal {F}})} to rodzina zbiorów o nigdziegęstym brzegu, co pokazuje, że {\displaystyle s({\mathcal {F}})} i {\displaystyle s_{0}({\mathcal {F}})} nie muszą być zawsze, odpowiednio, σ-ciałem i σ-ideałem.